# 集束イオンビーム
集束イオンビーム（しゅうそくイオンビーム、FIB、Focused Ion Beam）は、イオンを電界で加速したビームを細く絞ったものである。
集束イオンビームは、微細加工、蒸着、観察などの用途に用いられる。

## 微細加工
微細加工用のFIB装置では、ガリウム(Ga)イオンビームが用いられている。集束イオンビームを当てて試料表面の原子をはじきとばすこと（スパッタリング現象）によって試料を削ることができる。集束イオンビームは数100nmから数nmまで絞ることができるので、ナノ領域での加工が可能である。加速電圧と電流密度が高いほど加工速度も速くなるが、加工表面近傍のダメージ層も厚くなってしまう。また、はじき飛ばされた原子は、周辺に再堆積（リデポジション）する。90年代以降は、SEMあるいはTEM観察用の試料を作製する際にも、よくFIB加工装置が用いられている。

## 蒸着
集束イオンビームによる蒸着には、直接蒸着法と集束イオンビームアシスト蒸着法の２つがある。直接蒸着法はCu,Al,Auなどの金属を低エネルギーのイオンビームにして、試料に蒸着させる蒸着法である。半導体素子の金属配線などに応用されている。一方、集束イオンビームアシスト蒸着法は、試料表面に吸着したガスがイオンビームにより分解することを利用した一種のCVDである。蒸着される元素はイオンビームの種類ではなく、導入されるガスの種類によって決まり、Pt, W, Au, Cなどが一般的である。Gaイオンビームを用いたFIB加工装置には、通常1〜5種類程度のガス銃が付属しており、加工のみならず蒸着もおこなうことができる。

## 観察
集束イオンビームを用いてSIM（Scanning Ion Microscope：走査イオン顕微鏡）像を観測することができる。SIMとは、イオンビームを試料に照射させたときに飛び出してくる2次電子を測定することにより試料表面の様子を観測する方法である。集束イオンビームを用いてエッチングをした試料を、同じ装置でSIM像を観測するといったことができる。近年は、FIB加工装置に電子銃を取り付けてSEMとしての機能を併せ持たせたダブルビームFIB、さらにはArイオン銃を装備してイオンミリングが可能なトリプルビームFIBという加工装置も発売されている。